# Turbo (album)
Turbo – dziesiąty album zespołu Judas Priest. Został wydany 14 kwietnia 1986 roku nakładem wytwórni Columbia Records. Turbo jest ostatnim z albumów Judas Priest wynagrodzonych platynową płytą przez RIAA w USA. 
W 2017 roku zespół wydał zestaw „Turbo Thirty” z tym albumem. Zestaw składa się z 3 płyt, z czego dwie zajmuje kompletny koncert z 1986 roku.

## Lista utworów
1. „Turbo Lover” – 5:33
2. „Locked In” – 4:20
3. „Private Property” – 4:30
4. „Parental Guidance” – 3:27
5. „Rock You All Around The World” – 3:37
6. „Out In The Cold” – 6:28
7. „Wild Night, Hot & Crazy Days” – 4:40
8. „Hot For Love”  – 4:12
9. „Reckless” – 4:21

## Twórcy
- Rob Halford – wokal.
- K.K. Downing – gitara.
- Glenn Tipton – gitara.
- Ian Hill – gitara basowa.
- Dave Holland – perkusja.